# 게라니올
게라니올(영어: geraniol) 또는 제라니올은 모노테르페노이드이자 알코올이다. 장미기름, 팔마로사기름, 그리고 시트로넬라기름의 주 성분이며 제라늄, 레몬 등 여러 정유(精油)에도 소량 포함되어 있다. 물에는 용해되지 않지만 대부분의 가장 일반적인 유기 용매에는 쉽게 용해되며, 무색, 혹은 옅은 노란색의 기름으로 보인다. 제라니올에서는 장미 같은 향이 나며 복숭아, 산딸기, 자몽, 사과, 자두, 라임, 오렌지, 레몬, 수박, 파인애플, 블루베리 등의 맛을 내는 데에도 사용한다.

## 용도
연구 결과에 따르면 제라니올은 효과적인 식물성 모기 퇴치제이다. 반면 제라니올은 꿀벌들이 꿀이 있는 꽃과 벌집의 입구의 위치를 기억하는 것을 돕기 위해 꿀벌의 향선(香腺)에서 생산되기 때문에 벌은 끌어들인다.
제라니올은 다른 여러 향미 성분과 마찬가지로 숙성된 담배에서 발견할 수 있으나, 제라니올은 1994년 담배 회사들의 작성한 보고서에 담배의 맛을 보다 좋게 하기 위한 599가지 첨가물 중 하나로 기록되어 있다.

## 생화학
제라니올을 기반으로 하는 작용기, 즉 제라니올에서 히드록시기 -OH를 제거한 것은 "제라닐"이라고 하는데 제라닐은 다른 테르펜들의 생합성에 중요하다. 또한, 제라닐은 소르베이트의 물질대사의 부산물이기에 미생물이 포도주에서 자랄 수 있도록 방치할 경우 생성되어 포도주를 오염시키기도 한다.

## 반응
산성 용액에서 제라니올은 고리모양 테르펜 알파-터피네올로 변화한다.

## 건강과 안전
향수 알레르기가 있는 사람은 제라니올을 멀리하는 것이 좋다.

## 관련이 있는 화합물
- 시트랄: 제라니올에 대응하는 알데히드
- 네롤: 이중결합 이성질체
- 로디놀: 관련이 있는 테르펜 알코올
- 제라닐 피로인산
- 제라닐제라닐 피로인산

## 같이 보기
- 시트랄
- 네롤
- 제라닐 피로인산
- 제라닐제라닐 피로인산
- 리날룰